# Stade français Paris rugby
Lo Stade Français Paris rugby è una società francese di rugby a 15 con sede nella città di Parigi.
Fondato nel 1883 da studenti del quartiere latino di Parigi, al Café Procope, è uno dei club più antichi e titolati di Francia partecipando al primo campionato assoluto della storia del rugby francese e vantando 14 titoli nazionali nonché una Coppa di Francia e una Challenge Cup.
Nata come polisportiva Stade français dagli storici colori rosso-blu, fu solo nel 1890 che si creò una vera e propria sezione di rugby. Trascorso un secolo, nel 1995 si fuse con la sezione rugbistica della polisportiva CASG Paris assumendo la denominazione attuale; in quegli anni, con la presidenza di Max Guazzini, i colori sociali mutarono in rosa e blu, mentre fu mantenuto il simbolo dei tre fulmini simmetrici.
La squadra disputa le proprie gare interne allo stadio Jean Bouin, a Parigi.

## Storia

Il logo della squadra utilizzato dal 2008 al 2013

Lo Stade francais è un'istituzione sportiva fondata nel 1883 (o 1887 a seconda delle fonti) dagli studenti del Lycée Saint-Louis, Boulevard Saint-Michel di Parigi. Inizialmente si occupavano di sport in genere, soprattutto corsa, ma ben presto alcuni studenti delle scuole superiori, interessati a un nuovo sport importato da studenti britannici di Parigi, fecero sì che il rugby diventasse la disciplina di punta del club: lo Stade è stata la prima squadra in Francia ad adottare, nel 1890, le regole del rugby già in uso in Gran Bretagna. L'associazione fu, nei suoi primi anni, un club poco popolare, infatti le scuole superiori erano frequentate da borghesi e aristocratici, come dimostrano le composizioni delle squadre del tempo (sette dei giocatori della prima finale del campionato, 4 del Racing Club de France, 3 dello Stade, avevano un titolo nobiliare); l'interesse dei giovani studenti scaturì anche dal fatto che il rugby apparve loro il più intellettuale di tutti gli sport.
Il 20 marzo 1892, i giocatori dello Stade francese hanno disputato contro quelli del Racing la prima finale del campionato francese, sul terreno di Bagatelle. Arbitrata da Pierre de Coubertin, quella prima finale, persa di poco (4-3), ha preceduto i primi tre titoli del club (1893, 1894, 1895).
Successivamente, nonostante la quinta finale del Campionato nel 1927, il club è andato in declino ed è stato relegato nelle serie minori, ritrovando il suo posto in prima divisione l'8 maggio 1994.
Insieme al Racing 92 è uno dei club storici e più importanti a livello nazionale ed europeo della città di Parigi. Dopo alcune stagioni deludenti in Top 14 e con due finali europee perse in 3 anni, la squadra si è riscattata vincendo il campionato 2014-2015. Di rilievo la vittoria negli spareggi che davano l'accesso alle semifinali sullo stesso Racing 92, che dopo essere tornato in massima serie nel 2010-2011 ha ricominciato a contendere tifosi, sponsor, finanziamenti e giocatori allo Stade Français.

## Allenatori
- 1883-1988  ...
- 1988-1994  Eugeniu Ștefan
- 19XX-1995  Patrick Tagand
- 1995-2000  Bernard Laporte
- :  Georges Coste
- :  Fabrice Landreau e  Diego Domínguez
- 2000-2002  John Connolly
- 2002-2004  Nick Mallett
- 2004-2008  Fabien Galthié
- 2008-2009  Ewen McKenzie
- 2009-2010  Jacques Delmas
- 2010-2012  Michael Cheika
- 2012-2013  Richard Pool-Jones
- 2013-2017  Gonzalo Quesada
- 2017-2018  Greg Cooper
- :  Olivier Azam e  Julien Dupuy
- 2018-2020  Heyneke Meyer
- :  Laurent Sempéré e  Julien Arias
- 2020-    Gonzalo Quesada

## Presidenti
Sono di seguito elencati coloro che hanno presieduto il club parigino dal 1992; la nazionalità indicata è quella coincidente con la cittadinanza amministrativa.
- 1992-2011  Max Guazzini
- 2011-2017  Thomas Savare
- 2017-2019  Hubert Patricot
- 2019-  Hans-Peter Wild

## Giocatori rappresentativi
Sono di seguito elencati i giocatori più rappresentativi nella storia del club. Tra di essi, Christophe Dominici, scomparso prematuramente all'età di 48 anni, cinque volte campione di Francia col club parigino e finalista con la nazionale francese alla Coppa del Mondo 1999.
La nazionalità indicata è quella secondo le regole World Rugby, non necessariamente coincidente con la cittadinanza amministrativa.
- Geoffrey Abadie
- Julien Arias
- David Auradou
- Mauro Bergamasco
- Mirco Bergamasco
- Mathieu Blin
- Rémi Bonfils
- Hervé Chaffardon
- Franck Comba
- Ignacio Corleto
- Christophe Dominici
- Diego Domínguez
- Julien Dupuy
- Jérôme Fillol
- Fabien Galthié
- Philippe Gimbert
- Stéphane Glas
- Juan Martín Hernández
- Mike James
- Christophe Julliet
- Fabrice Landreau
- Christophe Laussucq
- Brian Liebenberg
- Thomas Lombard
- Sylvain Marconnet
- Rémy Martin
- Christophe Moni
- Vincent Moscato
- Pascal Papé
- Sergio Parisse
- Agustín Pichot
- Richard Pool-Jones
- Pierre Rabadan
- Rodrigo Roncero
- Laurent Sempéré
- Serge Simon
- Dimitri Szarzewski
- David Skrela
- Patrick Tabacco
- Pieter de Villiers

## Palmarès
- Challenge Cup: 1
2016-17
- Campionati francesi: 14
1892-93, 1893-94, 1894-95, 1896-97, 1897-98, 1900-01, 1902-03, 1907-08, 1997-98, 1999-2000 
2002-03, 2003-04, 2006-07, 2014-15
- Coppe di Francia: 1
1998-99